# Svetozar Marović

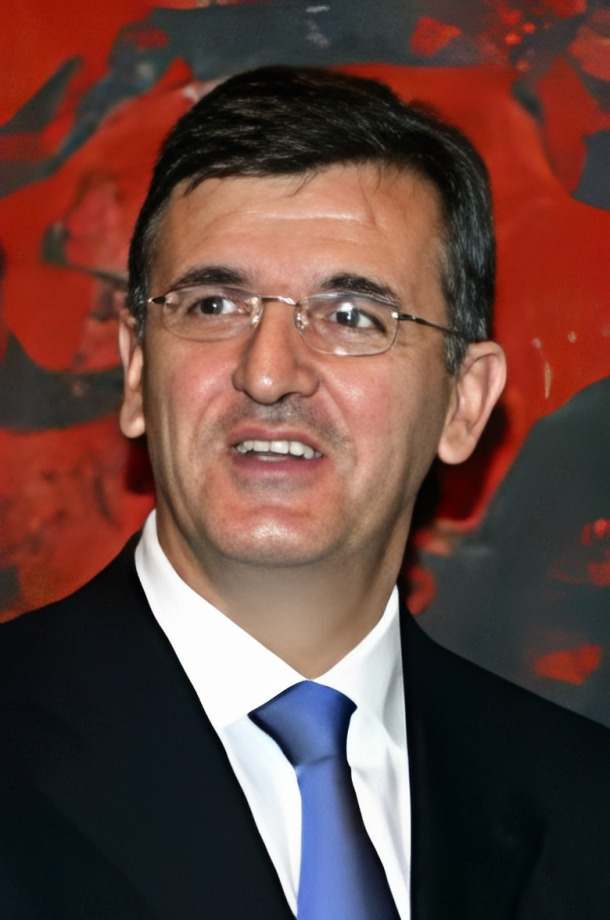
Svetozar Marović 2004

Svetozar Marović (kyrillisch Светозар Маровић; * 31. März 1955 in Kotor, Jugoslawien) ist ein montenegrinischer Politiker. Er war der einzige Präsident der Staatenunion Serbien und Montenegro und Vorsitzender des Ministerrats von Serbien und Montenegro.
Er ist verheiratet und hat zwei Kinder.
Er wurde am 7. März 2003 gewählt. Er studierte in Titograd Jura und war als Rechtsanwalt tätig. Er wurde 1990 Mitglied des montenegrinischen Parlaments und war seitdem dreimal Parlamentspräsident.
Er war Mitbegründer der Demokratischen Partei der Sozialisten Montenegros, die zuletzt auch für die Unabhängigkeit Montenegros eintrat.
Am 10. September 2003 bat er im Namen seines Landes bei Kroatien für die Gräuel während des Krieges um Entschuldigung. Der kroatische Präsident Stjepan Mesić dankte für die faire Geste und bat am selben Tag ebenfalls im Namen Kroatiens um Entschuldigung. Dies geschah beim Besuch des kroatischen Präsidenten in der serbischen Hauptstadt Belgrad.
Am 13. November 2003 besuchte Marović Bosnien und Herzegowina. Dort bat er auf die gleiche Weise auch bei der bosnischen Bevölkerung im Namen seines Landes um Entschuldigung. Die Reaktionen auf diese überraschende Geste waren zwar positiv, doch es erfolgte keine Entschuldigung der bosnischen Seite für die an Serben verübten Verbrechen. Dies sei enttäuschend gewesen, berichteten damals bosnische und serbische Medien und übten Kritik. Marović gab danach bei einer Pressekonferenz bekannt, dass Serbien und Montenegro durch diese offiziellen Entschuldigungen nicht die Schuld des Balkankonflikts auf sich nehme, sondern lediglich die eigenen Fehler eingestehe, und erwarte, dass diese von der „bosniakischen“ Seite ebenfalls eingestanden würden.
Marovic trat am 4. Juni 2006 von seinem Amt zurück, nachdem seine Heimat Montenegro am Tag zuvor, aufgrund des Unabhängigkeitsreferendums vom 21. Mai, ihre Souveränität erklärt und damit die Auflösung des Bundesstaates besiegelt hatte.
Am 5. Oktober 2006 gab Marović bekannt, dass er keine staatliche Funktion in Montenegro mehr übernehmen wolle. Er werde jedoch bis zum nächsten Parteitag sein Amt als Vizepräsident der Demokratischen Partei der Sozialisten behalten.